# Мельбурн (аеропорт)
Мельбурнський аеропорт, також відомий як Аеропорт Тулламарін (або Тулла), — головний аеропорт Мельбурна і другий за пасажирообігом аеропорт Австралії. Розташований за 23 км від центра Мельбурна у передмісті Тулламарін. Був відкритий 1970 року, замінивши аеропорт Іссендон. Мельбурнський аеропорт — єдиний міжнародний аеропорт, що обслуговує Мельбурнську агломерацію.
Маршрут Мельбурн — Сідней є четвертою у світі за завантаженістю пасажирською авіалінією та другою за завантаженістю в Азії. З аеропорту є прямі рейси у всі штати й території Австралії, а також велика кількість рейсів до аеропортів Океанії, Азії, Африки, Європи та Північної Америки. Мельбурн є основним призначенням для аеропортів п'яти з семи австралійських столичних аеропортів. Мельбурнський аеропорт є хабом для Qantas і Virgin Blue, для Jetstar Airways і Tiger Airways Australia, які використовують його як основну базу. Аеропорт Мельбурна є найбільш завантаженим аеропортом для експортних вантажів станом на грудень 2008 року і другим за завантаженістю для імпортних вантажів. У Мельбурні знаходяться штаб-квартири Australian air Express і Toll Priority, які обслуговують більше вантажів, ніж інші авіакомпанії Австралії.
У 2003 році Мельбурнський аеропорт здобув премію IATA Eagle Award за обслуговування і дві національні премії за рівень обслуговування туристів. Skytrax кваліфікував аеропорт Мельбурна як чотиризірковий. В аеропорту є чотири термінали: один міжнародний, два внутрішніх і один бюджетний внутрішній термінал.

## Історія
На початку 1960-их інфраструктура мельбурнського аеропорту Ессендон стала недостатньою для обсягів перевезень, що зростають. Злітно-посадкові смуги (ЗПС) аеропорту Ессендон були надто короткими для приймання нових реактивних літаків, а термінали не могли нормально обслугувати пасажирський трафік, що зростає. Розширення Ессендона було неможливо у зв'язку з тим, що навколо нього була щільна житлова забудова.
27 листопада 1962 року Прем'єр-міністр Австралії Роберт Мензіс оголосив про п'ятирічний план будівництва нового аеропорту в Мельбурні вартістю 45 млн австралійських доларів для приймання реактивних літаків. Було обрано ділянку в Тулламаріні, чому сприяла його близькість до Ессендона. У жовтні 1964 року Ansett Australia почала здійснювати рейси на Boeing 727, першому реактивному пасажирському літаку на внутрішніх рейсах в Австралії, що ускладнило роботу аеропорту в Ессендоні і необхідність переведення його на нове місце стала очевидною.
Відповідно до п'ятирічного плану аеропорт став придатним до приймання реактивних літаків у 1967 році, однак не пасажирських рейсів. Літак Air Force One з президентом США Ліндоном Джонсоном на борту приземлився в аеропорту 22 грудня 1967 року. Прем'єр-міністр Австралії Джон Гортон на урочистій церемонії офіційно відкрив аеропорт для міжнародних рейсів 1 липня 1970 року. Внутрішні рейси були переведені у Ессендон 26 червня 1971 року, а перший Boeing 747 аеропорт прийняв того ж року пізніше. У перший рік роботи аеропорт Мельбурна прийняв шість міжнародних авіакомпаній, було перевезено 155 275 міжнародних пасажирів.
У 1988 році Парламент Австралії створив Федеральну Корпорацію Аеропортів (FAC) і передав Мельбурнський аеропорт в операційне управління FAC разом з 21 іншими аеропортами країни. Внутрішні термінали були суттєво модернізовані у 1990 році, модернізація міжнародних терміналів почалась у 1991 році. У квітні 1994 року австралійський парламент оголосив, що всі аеропорти, якими керує FAC будуть приватизовані у кілька етапів. Паркування модернізувались з 1995 до серпня 1997 року.
Аеропорт Мельбурна було приватизовано 2 липня 1997 року, коли його передали в оренду новоствореній Australia Pacific Airports Corporation Limited. У липні 1997 року почав роботу вебсайт аеропорту, який надає інформацію про рейси в режимі реального часу. Після приватизації почалось вдосконалення інфраструктури, включаючи подовження ЗПС, паркувань і терміналів.
Первинно аеропорт Мельбурна мав назву аеропорт Тулламарін за назвою передмістя, в якому він знаходився. Згодом до назви аеропорту додалось слово міжнародний. Після приватизації назва аеропорту змінилась на аеропорт Мельбурну, аналогічно до багатьох інших австралійських аеропортів. Донині місцеві жителі користуються назвою Тулламарін або просто Тулла, щоб відрізняти його від інших мельбурнських аеропортів: Авалона, Ессендона й Мураббіна.

### Премії й нагороди
Мельбурнський аеропорт неодноразово був нагороджений. IATA називала його в числі п'яти найкращих у світі у 1997 й 1998 роках, а у 2003 році аеропорт отримав Eagle Award. Асоціація аеропортів Австралії називала його аеропортом року у 1999, а Business Traveller Magazine і Airports Council International називали його у десятці найкращих з 1996 до 2000 року та серед п'ятірки найкращих аеропортів з пасажирообігом 15-25 млн пасажирів. Skytrax вшанував аеропорт рейтингом 4 зірки.
Аеропорт отримував й інші нагороди. Зокрема він вшановувався національною туристичною премією, а Singapore Airlines нагороджували аеропорт преміями Service Partner Award і Premier Business Partner Award у 2002 та 2004 роках відповідно.

## Робота аеропорту

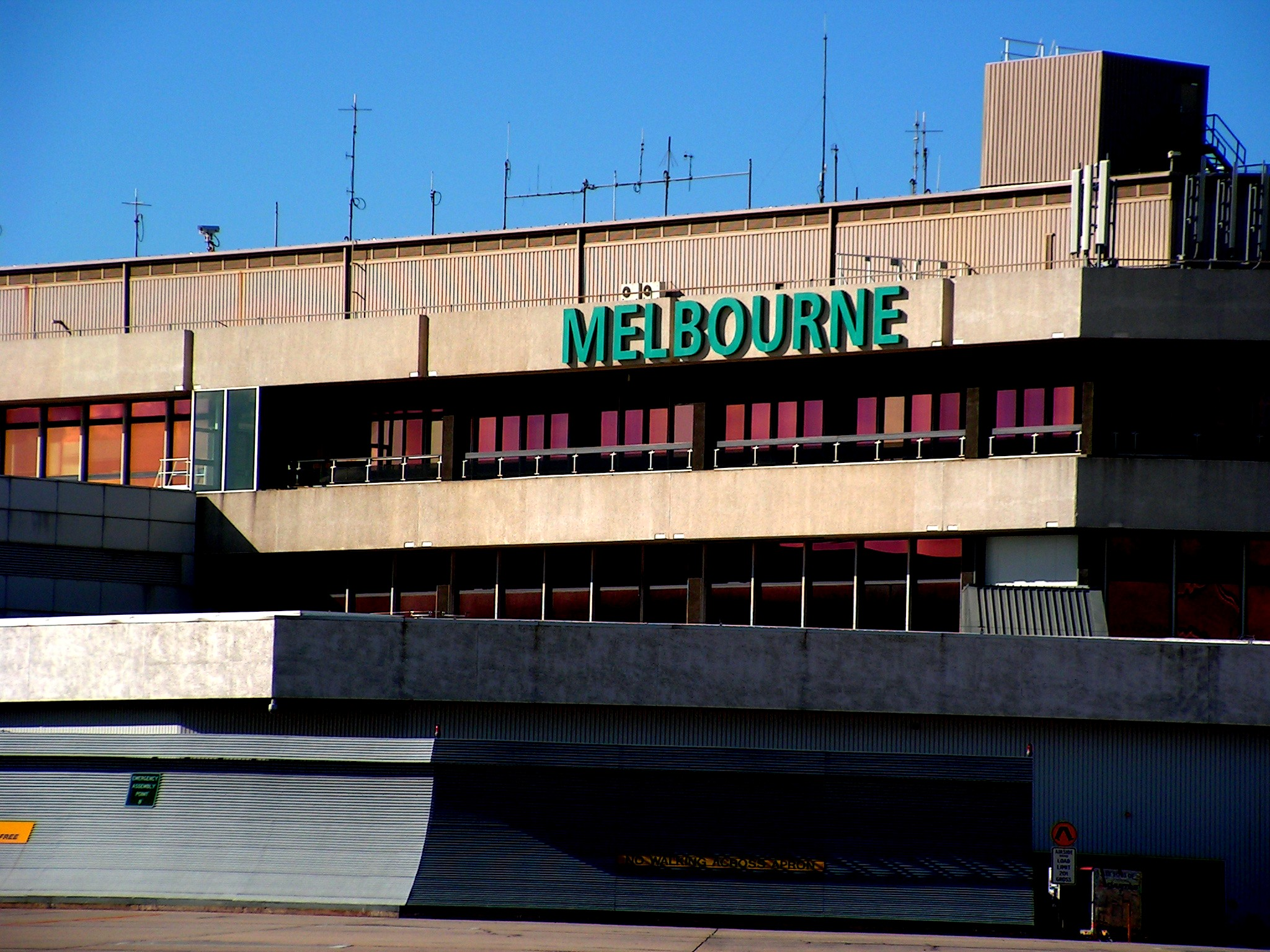
Термінал T2

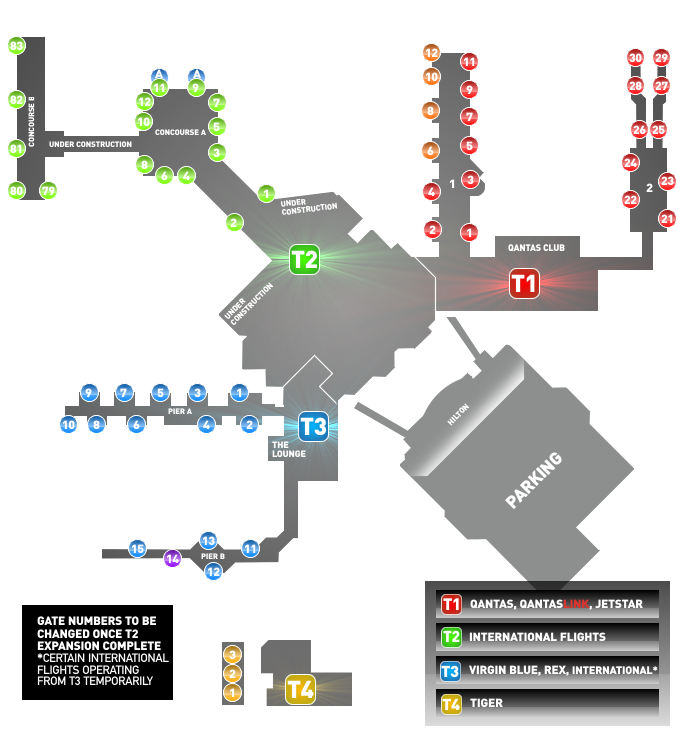
Схема розташування терміналу аеропорту Мельбурна

Аеропорт Мельбурна — другий за завантаженістю аеропорт Австралії після Сіднея. Аеропорт працює 24 години на добу, вантажні рейси здійснюються частіше, ніж пасажирські. У 2004 році пройшла акредитація з екологічного менеджменту за ISO 14001, аеропорт Мельбурна став першим аеропортом Австралії, що пройшов таку акредитацію.

### Маршрутна мережа
З 2005 до 2007 року аеропорт Мельбурна опинився перед лицем необхідності збільшення пропускної здатності на міжнародних рейсах на 500 000 пасажирів на рік. British Airways припинили сполучення з Мельбурном, однак Qantas у березні 2006 року поновила їх. Останній європейський авіаперевізник, Austrian Airlines, припинив виконувати рейси до Мельбурна у 2007 році.
У 2008/09 фінансовому році в результаті реконструкції пропускна здатність міжнародної частини аеропорту збільшувалась на 725 000 пасажирів на рік. Korean Air почала виконувати рейси до Сеула 22 вересня 2007 року, це перше пряме повітряне сполучення з Південною Кореєю. Norfolk Air почала здійснювати щотижневі рейси на острів Норфолк. Cathay Pacific збільшила частоту рейсів у Гонконг до трьох на день у жовтні 2007 року,, а Thai — до двох на день з 30 березня 2008 року. Qantas у 2008 році почала здійснювати рейси у Шанхай, Air China організувала прямі рейси в Шанхай і Пекін (раніше вони йшли через Сідней), а China Southern Airlines добавила рейс в Гуанчжоу. Tiger Airways Australia почала свої рейси у 2007 році, створивши хаб у Терміналі 4 аеропорту Мельбурна.
Air New Zealand відкрила рейс до Сан-Франциско через Окленд 30 березня 2008 року. Jetstar відкрила рейс до Сінгапуру через Дарвін 17 квітня 2008, ціни на який значно нижчі, ніж на традиційні прямі рейси. Air Vanuatu почала прямі рейси до Порт-Віла 5 червня 2007 року, Norfolk Air збільшила частоту рейсів до двох на тиждень 1 вересня 2008 року. Malaysia Airlines і Garuda Indonesia збільшили частоту своїх рейсів у 2008 році.
Pacific Blue почала здійснювати щоденні рейси в Окленд 22 вересня 2008 року на Boeing 737-800, а Air New Zealand також збільшила пропускну здатність. Qantas збільшила перевізні потужності на рейсі до Лос-Анджелеса, замінивши на прямому рейсі 747-400ER на A380-800 з 20 жовтня 2008 року та замінивши A330-200 на 747—400 на рейсі з однією зупинкою. Лоу-кост авіакомпанія AirAsia X почала без зупинні рейси до Куала-Лумпура з 12 листопада 2008 року, створивши конкуренцію Malaysia Airlines за ціною. Emirates Airline відкрила рейс 3 рази на тиждень з 3 лютого 2009 року на Airbus A340-500. Etihad Airways відкрила щоденний рейс в Абу-Дабі з 29 березня 2009 року на A340-600, посиливши конкуренцію на рейсах на Середній Схід.

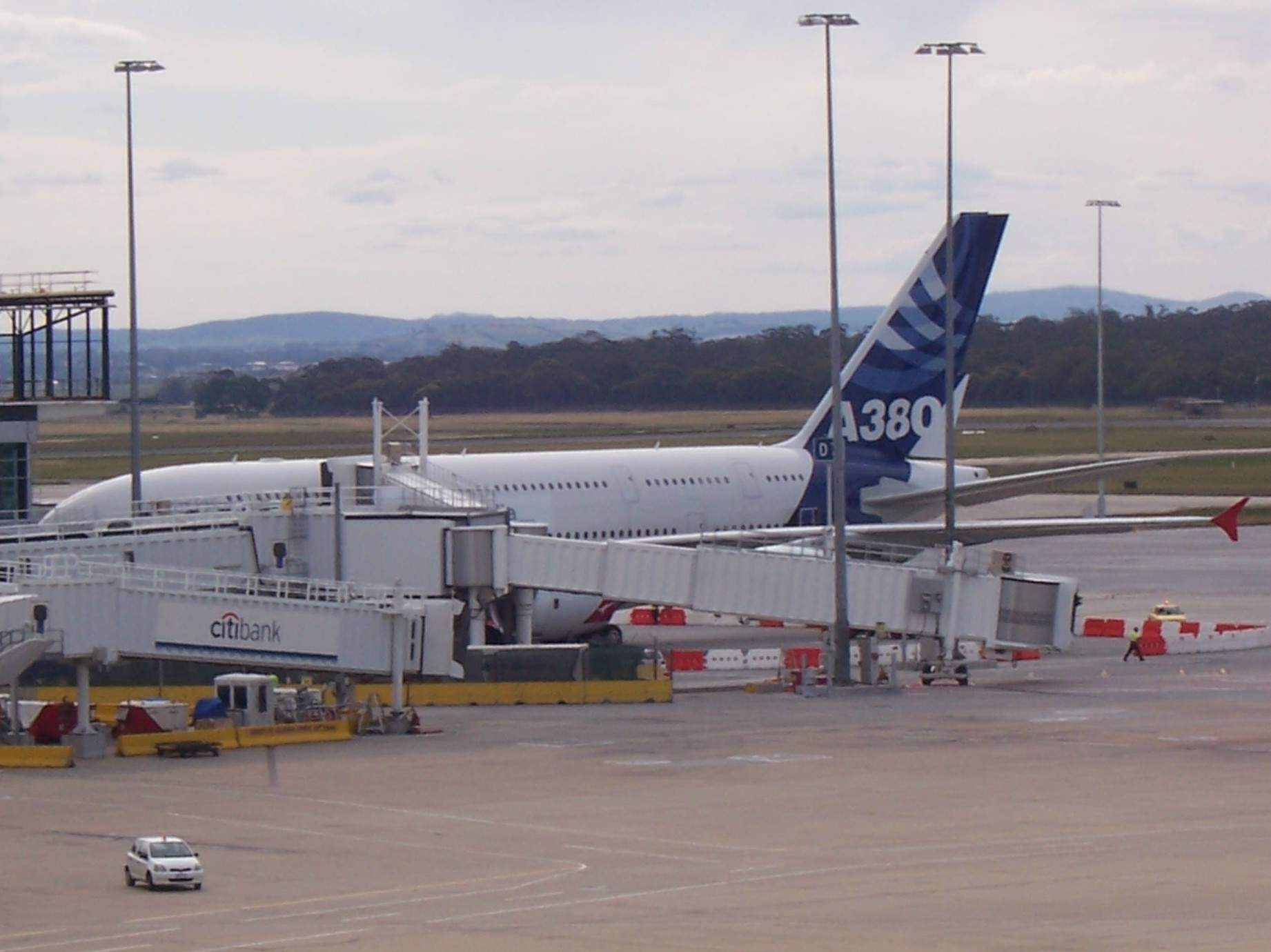
Перший візит A380 в аеропорт Мельбурна в рамках програми тестових польотів

### ЗПС

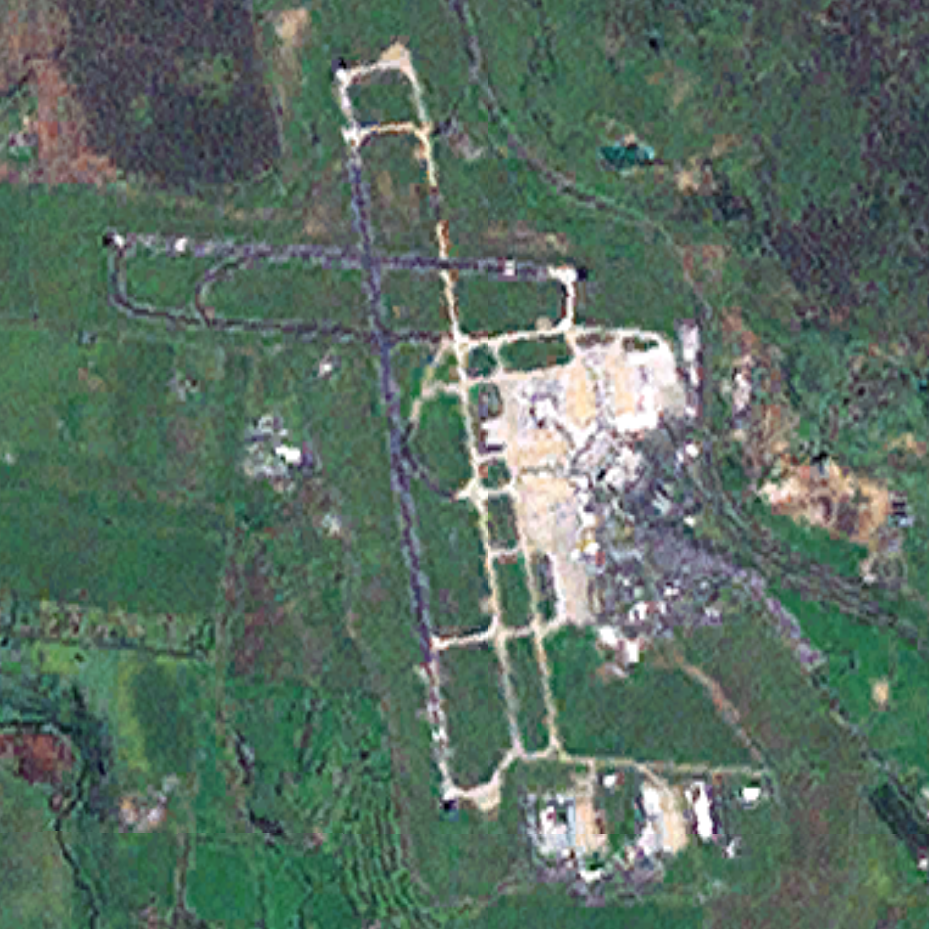
Вид з висоти пташиного польоту на ЗПС, маневрову доріжку й термінал

В аеропорту Мельбурна дві ЗПС, що перетинаються: північно-південна довжиною 3657 м та західно-східна довжиною 2286 м. У зв'язку зі зростанням перевезень планувалось подовження обох ЗПС, відповідно на 843 м до 4500 м та на 1214 м до 3500 м. Було також заплановано будівництво двох нових смуг паралельно до існуючих, по 3000 м кожна. До 2017 року очікується збільшення злетів-посадок до 248 000 на рік, що створить необхідність у третій смузі.

## Наземний транспорт

### Автомобільний

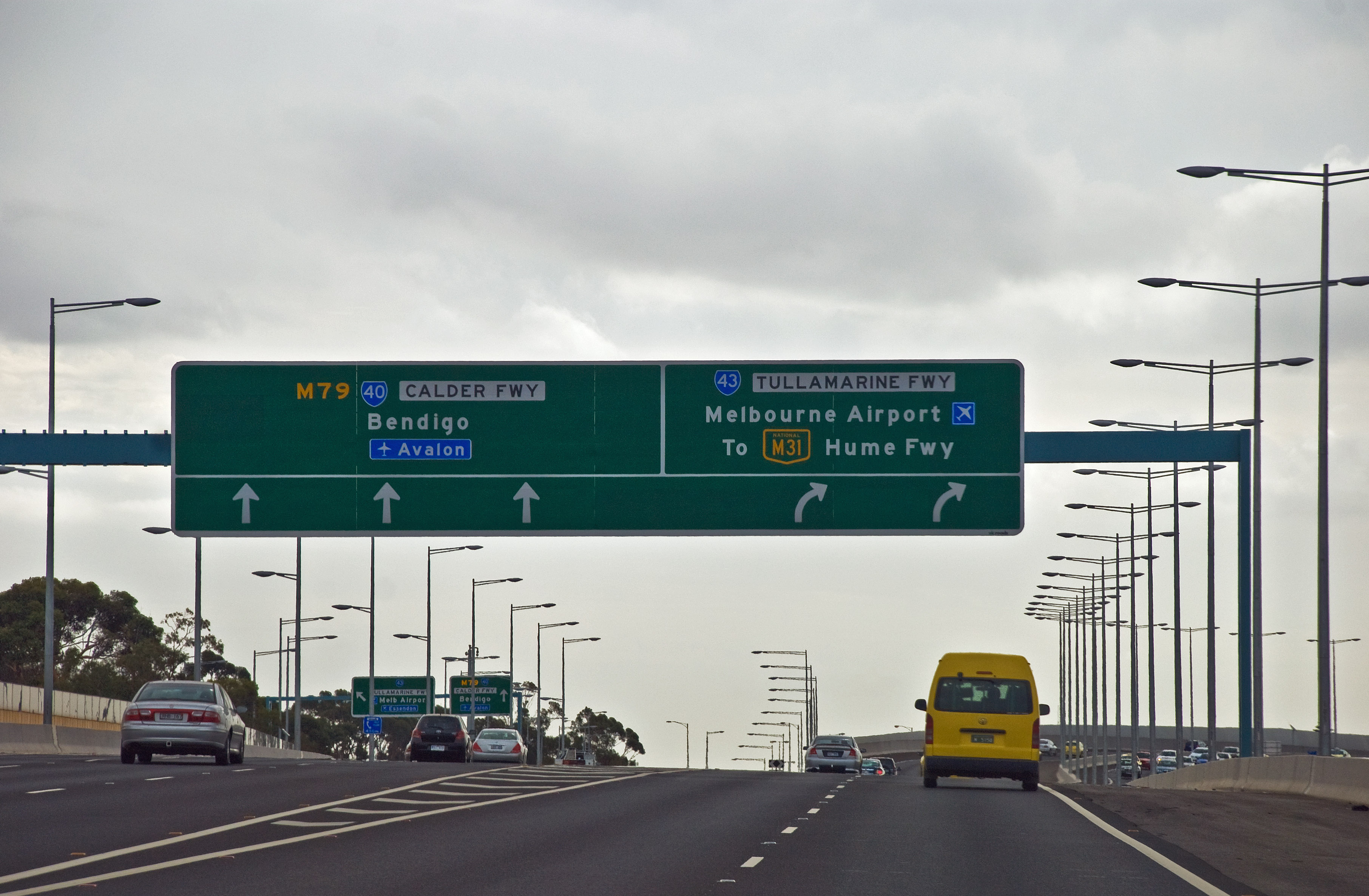
Шосе Тулламарін, поворот на шосе Кальдер

Мельбурнський аеропорт знаходиться за 23 км від центра міста, їх пов'язує CityLink і шосе Тулламарін. Одне шосе підходить безпосередньо до початку аеропорту, друге — для вантажного транспорту, такси та автотранспорту персоналу. В аеропорту Мельбурна п'ять паркувань, всі вони працюють цілодобово сім днів на тиждень.

### Громадський транспорт
Основним громадським транспортом в аеропорту Мельбурна є маршрутний автобус Скайбас, на якому за 20 хвилин можна дістатись до станції Південний Хрест у центральному діловому районі Мельбурна.

#### Залізничний транспорт
Плани будівництва залізничної гілки до аеропорту обговорювались з 1960-их років, однак жодних практичних дій вжито не було.

## Термінали

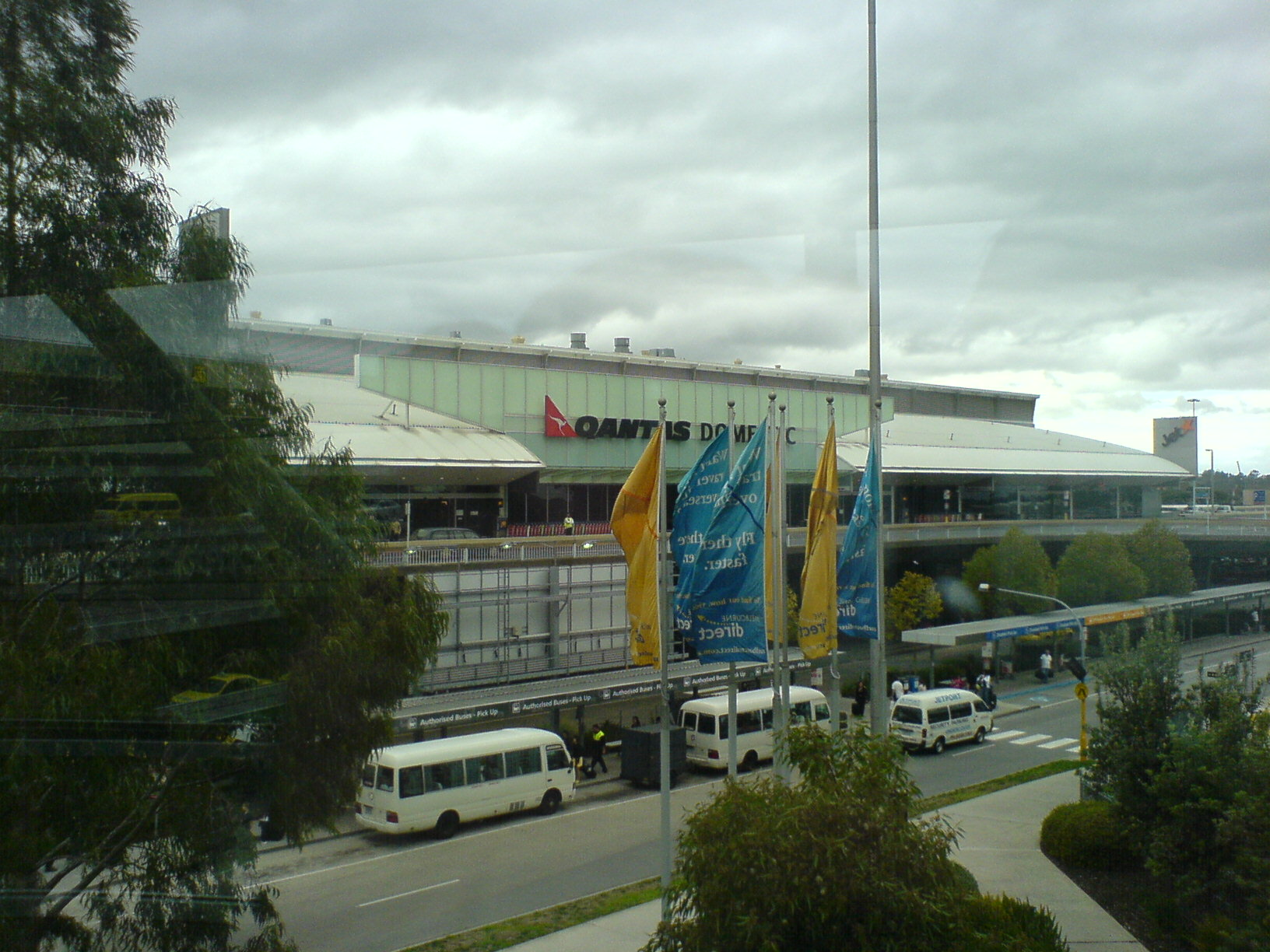
Логотип Qantas на Терминалі 1

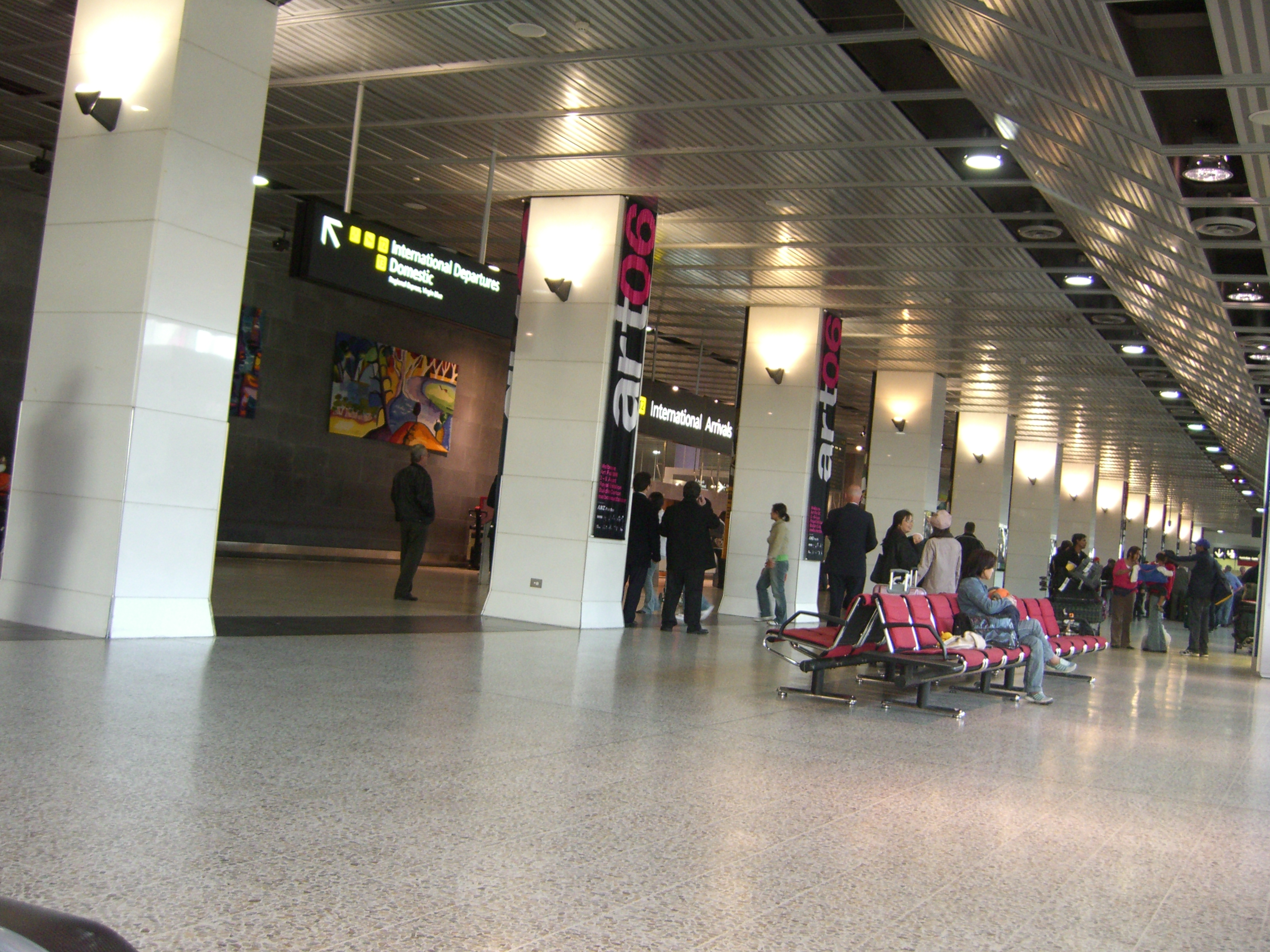
Зала міжнародних рейсів у Терміналі 2

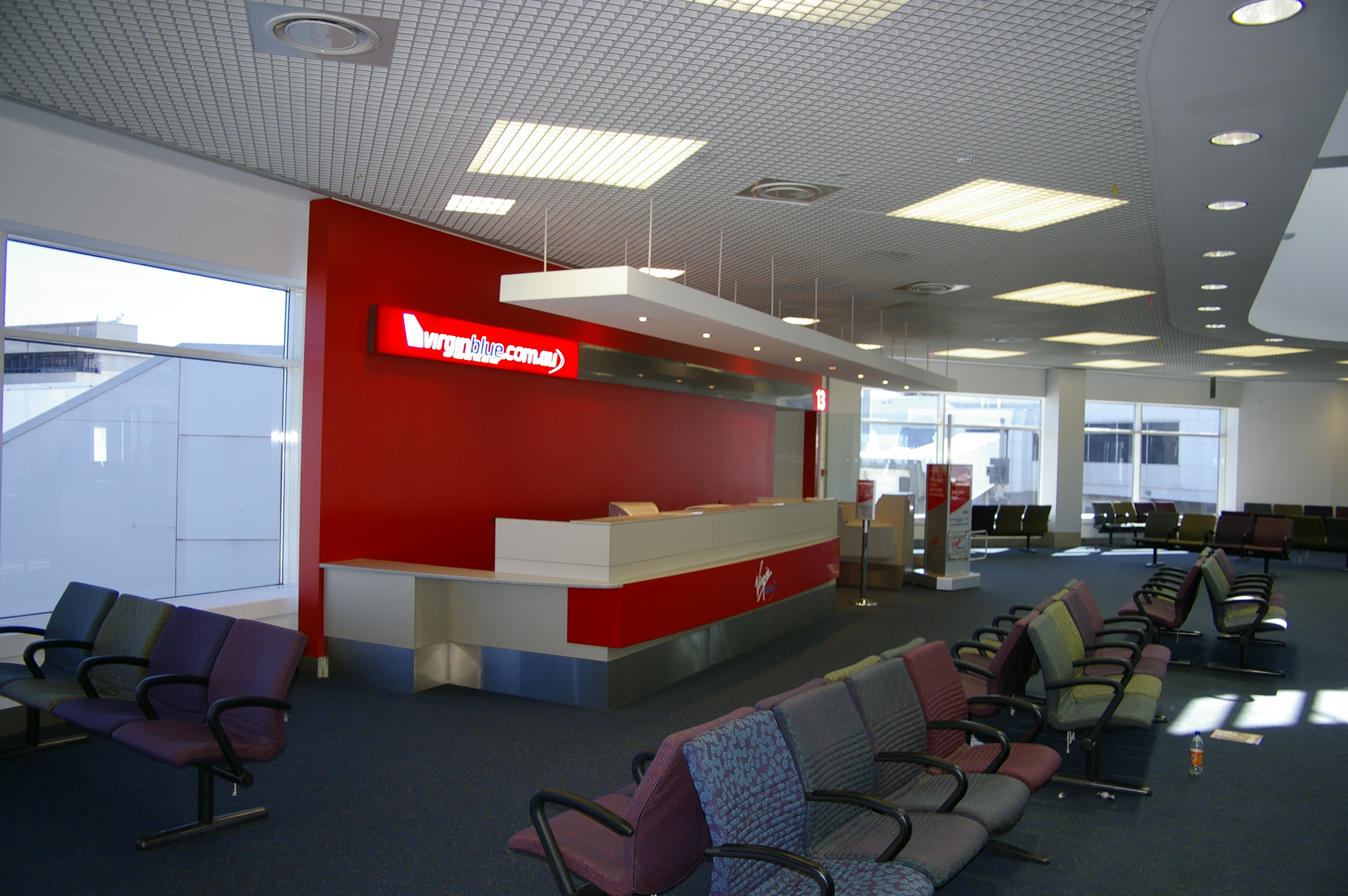
Гейт 13 Терміналу 3 використовується Virgin Blue

У Мельбурнському аеропорту 56 гейтів: 40 для внутрішніх рейсів і 16 — для міжнародних. В аеропорту шість спеціальних стоянок для вантажних літаків на Південному вантажному пероні.

## Інфраструктура

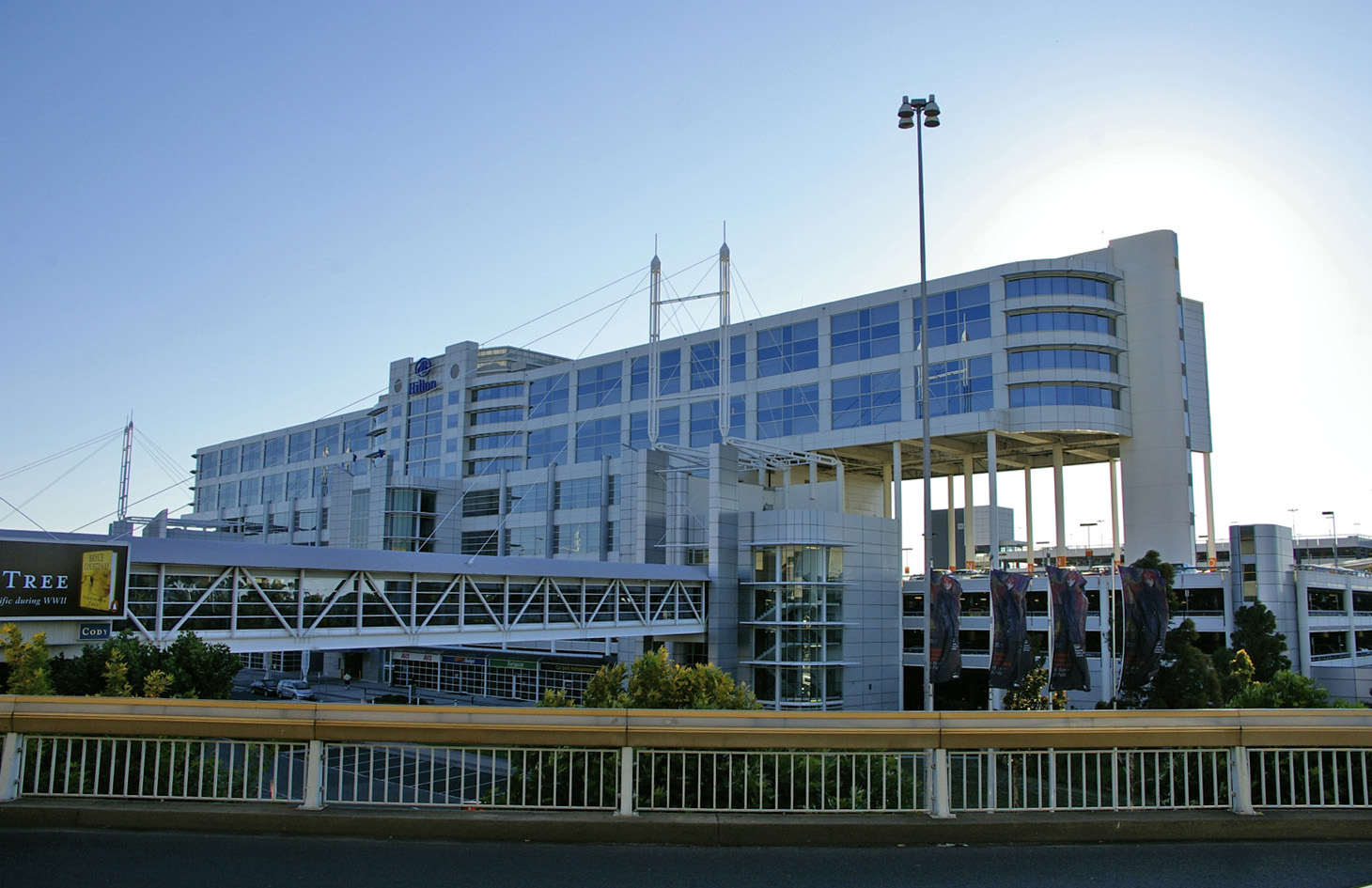
Готель Hilton

У Мельбурнському аеропорту є три готелі. Хілтон розташований за 100 м від Терміналу 2 над багаторівневим паркуванням.

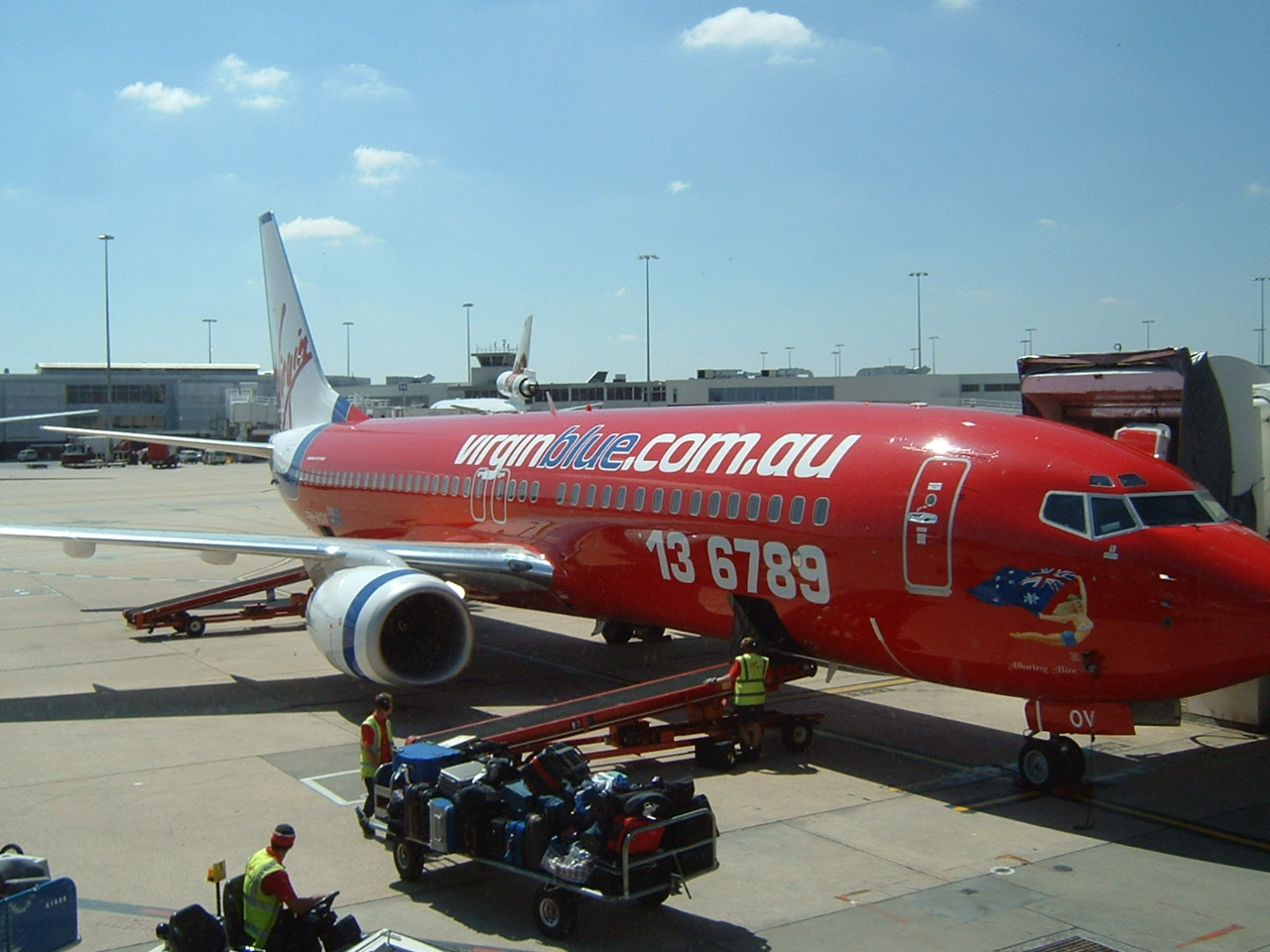
Boeing 737 Virgin Blue біля Терміналу 3
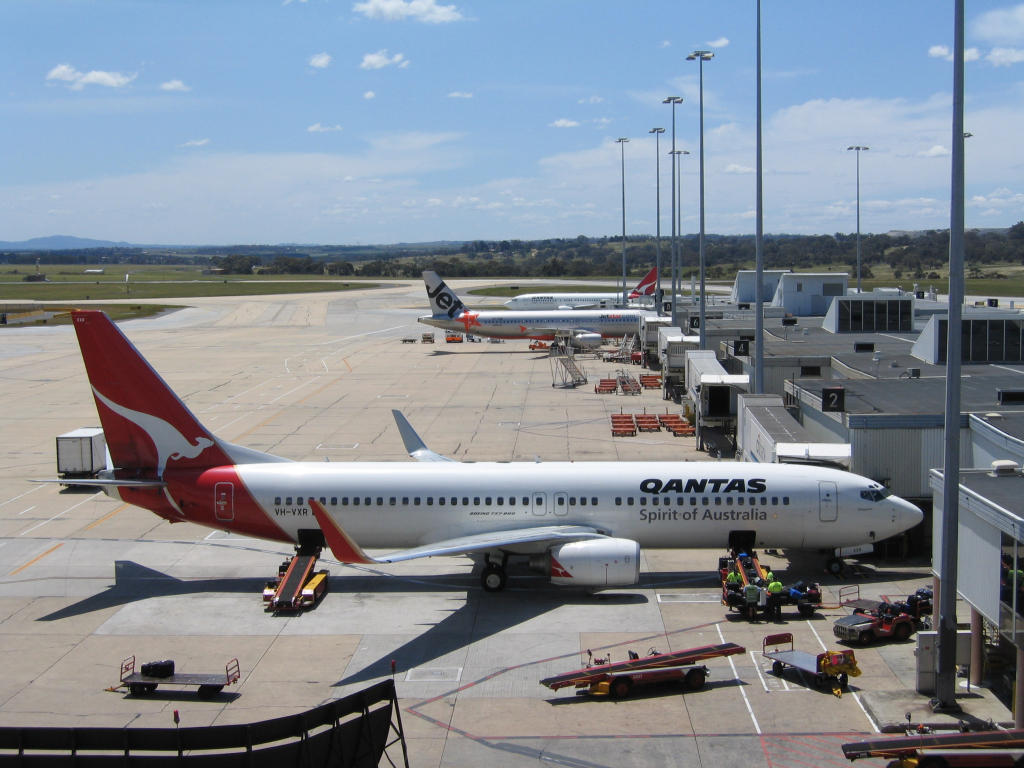
Термінал 1, поряд літаки Qantas і Jetstar
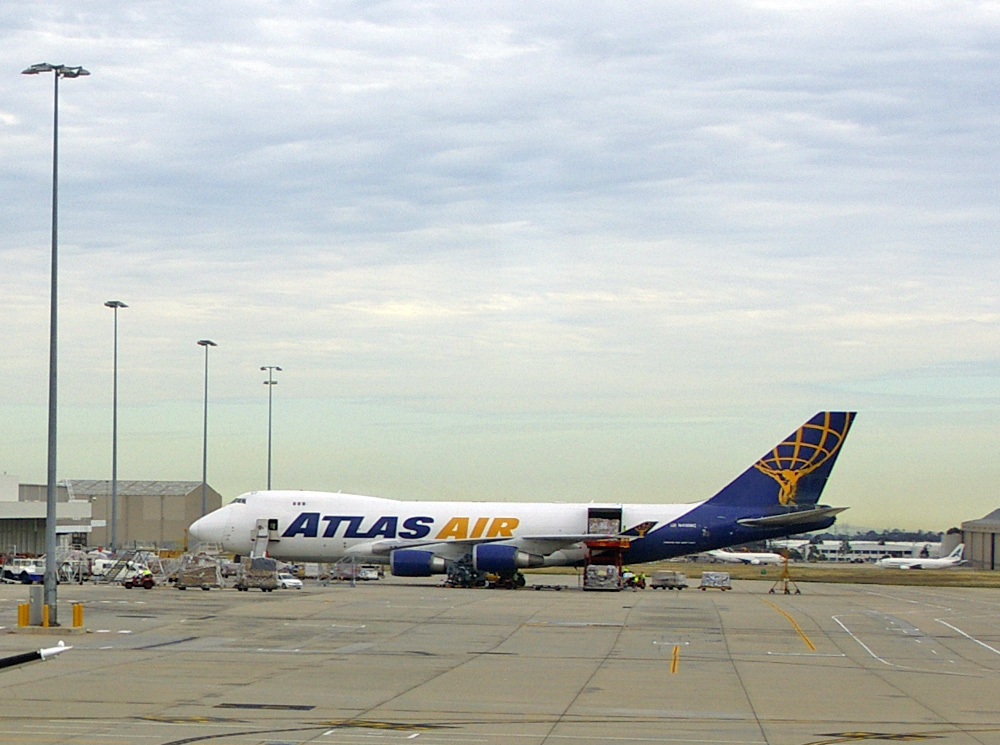
Boeing 747 Atlas Air на Південному вантажному пероні
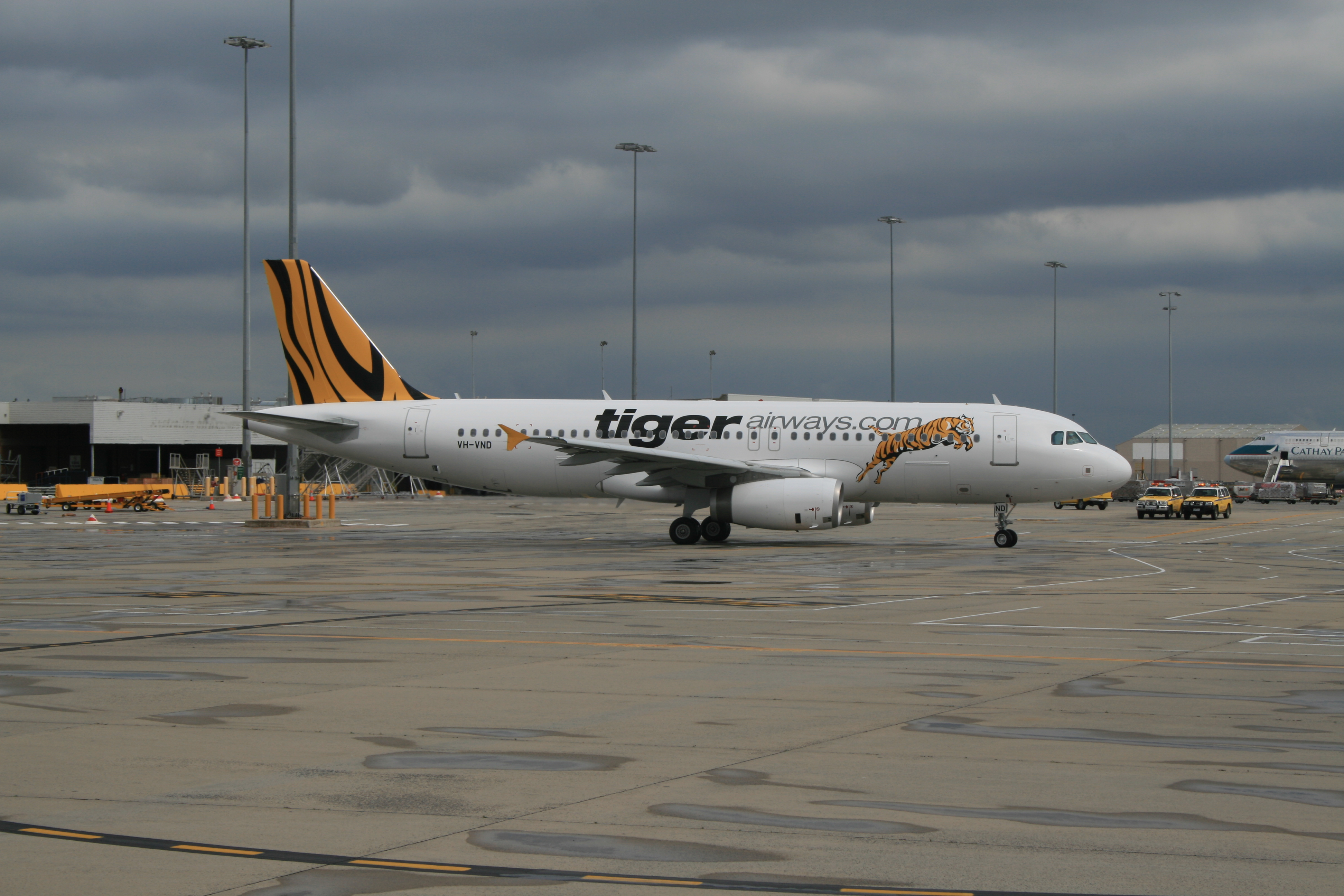
A320 Tiger Airways Australia на маневровій доріжці

## Нещасні випадки
- 29 травня 2003 року літак рейсу 1737[en] авіакомпанії Qantas, що рухався у Лаунцестон, був захоплений терористом одразу після зльоту. Терорист Девід Робінсон вимагав, щоб літак змінив курс на Національний парк Стіни Єрусалима у центральній Тасманії. Стюардеси й пасажири знешкодили терориста, літак повернувся до Мельбурна.[47][48]

- 21 лютого 2005 року з причини невідомої хвороби було закрито Південний термінал. Інцидент стався о 7:10, коли жінка знепритомніла в будівлі терміналу. Термінал було закрито о 10:10, оскільки декілька чоловік виявили симптоми й були госпіталізовані. За допомогою звернулись 57 чоловік, 47 з них були госпіталізовані. О 18:00 термінал відновив свою роботу. Причини захворювання залишились невідомими.[49][50]